# 25046 Suyihan
25046 Suyihan este un asteroid din centura principală de asteroizi.

## Descriere
25046 Suyihan este un asteroid din centura principală de asteroizi. A fost descoperit pe 17 august 1998 la Socorro, New Mexico, în cadrul proiectului LINEAR. Asteroidul prezintă o orbită caracterizată de o semiaxă mare de 2,42 ua, o excentricitate de 0,19 și o înclinație de 1,9° în raport cu ecliptica.